# Козулин, Евгений Сергеевич
Евгений Сергеевич Козулин (род. 3 февраля 1988, Горький, РСФСР, СССР) — российский шорт-трекист и конькобежец, заслуженный мастер спорта России (2013). Чемпион Европы 2013 года, многократный призёр чемпионатов Европы. Многократный чемпион России. Выпускник Сочинского государственного университета туризма и курортного дела.

## Биография
Евгений Козулин встал на коньки в 2 года. В 5 лет начал заниматься шорт-треком, а тренировали его родители Сергей Васильевич и Эльмира Евгеньевна Козулины - тренеры по шорт-треку. В 17 лет попал в национальную сборную России по шорт-треку. 
В 2011 году на чемпионате Европы в Херенвене вместе с командой выиграл серебряную медаль. А в 2012 году в Млада-Болеславе на дистанции 1000 метров занял 3 место, уступив нидерландцу Шинки Кнегту и французу Тибо Фоконне, но французского шорт-трекиста дисквалифицировали и Козулин автоматически получил второе место. На том же чемпионате он выиграл и серебро в эстафете.
Наконец в 2013 году на чемпионате Европы в Мальмё Евгений в команде занял первое место в эстафете, заработав золотую медаль европейского первенства.

## Спортивные достижения
Чемпионат Европы
- 2011 — 2-е (в эстафете)
- 2012 — 2-е (1000 м), 2-е (в эстафете)
- 2013 — чемпион Европы (в эстафете)

Чемпионат России
- 2005 — 3-е (в эстафете), 3-е (1000 м)
- 2007 — 2-е (1500 м), 3-е (500 м), 3-е (многоборье)
- 2008 — 1-е (500 м), 1-е (в эстафете), 3-е (1500 м)
- 2009 — 3-е (многоборье)
- 2010 — 3-е (многоборье)
- 2011 — 1-е (500 м), 3-е (1500 м)
- 2012 — 1-е (многоборье), 2-е (1000 м)
- 2013 — 1-е (500 м)
- 2014 — 1-е (1500 м)

Кубок мира
- 2013 — 3-е (в эстафете)[2]
- 2014 — 3-е (в эстафете)